# Roy Gelmi
Roy Gelmi (Bülach, 1 maart 1995) is een Zwitsers voetballer van Nederlandse afkomst die VVV-Venlo in 2021 verruilde voor FC Winterthur.

## Carrière
Roy Gelmi werd in Zwitserland geboren als zoon van een Zwitserse vader en Nederlandse moeder en speelde daar in de jeugd van FC Bassersdorf, FC Zürich en FC St. Gallen. Bij laatstgenoemde club maakte hij op 10 mei 2015 in de met 3-1 verloren uitwedstrijd bij BSC Young Boys zijn debuut in het betaald voetbal. Het seizoen erna ondertekende hij een contract tot 2018, maar hij vertrok al een jaar eerder bij St. Gallen. De verdediger maakte een overstap naar FC Thun, waarmee hij in het seizoen 2018/19 vierde werd in de Super League en zich dusdoende kwalificeerde voor de voorrondes van de Europa League. Hierin werd Thun uitgeschakeld door Spartak Moskou. In de winterstop van het seizoen 2019/20 werd hij voor een half jaar verhuurd aan VVV-Venlo. Na afloop van de huurperiode werd Gelmi definitief overgenomen door VVV-Venlo, waar hij een contract tekende voor twee seizoen met de optie voor nog een jaar. Na de degradatie uit de Eredivisie in 2021 gaf de Zwitser aan op zoek te willen gaan naar een andere club. VVV honoreerde zijn vertrekwens en ontbond eind juli zijn doorlopende contract. Hij keerde terug naar zijn vaderland en tekende daar enkele dagen later een tweejarig contract bij FC Winterthur. Daar kon de verdediger in zijn eerste seizoen het kampioenschap van de Challenge League en promotie naar de Super League vieren. Maar in zijn tweede jaar op het hoogste niveau belandde hij er op een zijspoor. Halverwege het seizoen 2023/24 liet Gelmi zijn contract ontbinden en maakte vervolgens de overstap naar FC Vaduz, waar hij een verbintenis ondertekende voor de rest van het jaar met een optie tot verlenging. Die optie werd niet gelicht. In november 2024 tekende de clubloze verdediger een contract tot het einde van het seizoen bij FC Schaffhausen.

### Statistieken

#### Beloften
| Seizoen                        | Club             | Competitie       | Competitie | Competitie | Totaal | Totaal |
| Seizoen                        | Club             | Competitie       | Wed.       | Dlp.       | Wed.   | Dlp.   |
| ------------------------------ | ---------------- | ---------------- | ---------- | ---------- | ------ | ------ |
| 2013/14                        | FC St. Gallen II | Promotion League | 2          | 0          | 2      | 0      |
| 2014/15                        | FC St. Gallen II | Promotion League | 20         | 0          | 20     | 0      |
| 2015/16                        | FC St. Gallen II | Promotion League | 1          | 0          | 1      | 0      |
| 2016/17                        | FC St. Gallen II | 1. Liga          | 1          | 0          | 1      | 0      |
| 2023/24                        | FC Winterthur II | 1. Liga          | 2          | 0          | 2      | 0      |
| Totaal beloften                | Totaal beloften  | Totaal beloften  | 26         | 0          | 26     | 0      |
| Bijgewerkt op 25 december 2023 |                  |                  |            |            |        |        |

#### Senioren
| Seizoen                                | Club            | Competitie       | Competitie | Competitie | Beker | Beker | Internationaal | Internationaal | Totaal | Totaal |
| Seizoen                                | Club            | Competitie       | Wed.       | Dlp.       | Wed.  | Dlp.  | Wed.           | Dlp.           | Wed.   | Dlp.   |
| -------------------------------------- | --------------- | ---------------- | ---------- | ---------- | ----- | ----- | -------------- | -------------- | ------ | ------ |
| 2014/15                                | FC St. Gallen   | Super League     | 4          | 0          | 0     | 0     | —              | —              | 4      | 0      |
| 2015/16                                | FC St. Gallen   | Super League     | 28         | 1          | 2     | 0     | —              | —              | 30     | 1      |
| 2016/17                                | FC St. Gallen   | Super League     | 27         | 1          | 3     | 0     | —              | —              | 30     | 1      |
| 2017/18                                | FC Thun         | Super League     | 29         | 5          | 3     | 0     | —              | —              | 32     | 5      |
| 2018/19                                | FC Thun         | Super League     | 30         | 0          | 5     | 1     | —              | —              | 35     | 1      |
| 2019/20                                | FC Thun         | Super League     | 15         | 0          | 3     | 0     | 2              | 0              | 20     | 0      |
| 2019/20                                | → VVV-Venlo     | Eredivisie       | 3          | 0          | 0     | 0     | —              | —              | 3      | 0      |
| 2020/21                                | VVV-Venlo       | Eredivisie       | 24         | 1          | 5     | 0     | —              | —              | 29     | 1      |
| 2021/22                                | FC Winterthur   | Challenge League | 31         | 0          | 1     | 0     | —              | —              | 32     | 0      |
| 2022/23                                | FC Winterthur   | Super League     | 23         | 0          | 3     | 1     | —              | —              | 26     | 1      |
| 2023/24                                | FC Winterthur   | Super League     | 0          | 0          | 0     | 0     | —              | —              | 0      | 0      |
| 2023/24                                | FC Vaduz        | Challenge League | 13         | 0          | 2     | 0     | —              | —              | 15     | 0      |
| 2024/25                                | FC Schaffhausen | Challenge League | 1          | 0          | 0     | 0     | —              | —              | 1      | 0      |
| Totaal senioren                        | Totaal senioren | Totaal senioren  | 228        | 8          | 27    | 2     | 2              | 0              | 257    | 10     |
| Carrièretotaal                         | Carrièretotaal  | Carrièretotaal   | 254        | 8          | 27    | 2     | 2              | 0              | 283    | 10     |
| Bijgewerkt tot en met 16 november 2024 |                 |                  |            |            |       |       |                |                |        |        |